# Patriki
Patriki (in greco Πατρίκι?; in turco Tuzluca) è uno dei villaggi più grandi della penisola del Karpas, nell'isola di Cipro. Il villaggio si trova de facto nel distretto di İskele della Repubblica Turca di Cipro del Nord, mentre de iure appartiene al distretto di Famagosta della Repubblica di Cipro. Patriki nel 2011 aveva 389 abitanti.

## Geografia fisica
Il villaggio si trova nella parte orientale di Cipro del Nord, vicino al margine sud-occidentale della penisola del Karpas.

## Origini del nome
In greco il nome del villaggio significa 'paterno'. Secondo Goodwin esso può essere derivato da uno dei primi proprietari terrieri del villaggio. Nel 1975, i ciprioti di lingua turca lo ribattezzarono Tuzluca (da Tuz = sale), che significa 'un po' salato'.

## Storia

### Età moderna
I greci ciprioti formavano già la maggioranza nel villaggio nel censimento ottomano del 1831. Dei 55 capifamiglia, solo due erano considerati turchi. Questo numero non era cambiato nel 1891, quando l'isola era passata sotto il dominio britannico, ma in quell'anno nel villaggio vivevano anche 393 greci ciprioti. Dieci anni dopo, la popolazione era di 389 abitanti, nessuno dei quali di lingua turca. Secondo il censimento del 1946 vivevano nel villaggio cinque turchi ciprioti. Al contrario, il numero dei greci ciprioti continuò ad aumentare: nel 1911 ce n'erano 544, nel 1921 586, saliti nel 1946 a 829. Nel 1960 vivevano nel villaggio solo greci, ma gli abitanti erano scesi a 581.
Nell'agosto 1974, la maggior parte dei circa 600 abitanti fuggì a sud dalle truppe turche in avvicinamento. Tuttavia, 98 di loro rimasero nel villaggio, il quale fino all'ottobre 1975 formò un'enclave greca. Alla fine del 1976 tutti i greci rimasti erano stati deportati a sud della linea di demarcazione.
Il villaggio fu ripopolato da turchi immigrati dall'Anatolia, i quali provenivano dalle province di Muş, Adana, Trebisonda, Erzurum e Gaziantep. Inoltre, immigrarono anche turchi sfollati da Pafo (Baf) e Pentakomo (Beşevler) nel distretto di Limassol. Nel 2006 a Patriki vivevano 334 abitanti.
Patriki è il villaggio di origine della famiglia del cantante George Michael (Georgios Kyriacos Panayiotou). Suo padre, Kyriacos Panayiotou, nacque qui nel 1935 e visse nel villaggio lavorando con la famiglia fino al 1953 quando partì per l'Inghilterra.

## Monumenti e luoghi di interesse

### Chiese
Prima del 1974 la chiesa principale utilizzata dagli abitanti del villaggio greco-ortodosso era quella dedicata all'Arcangelo Michele. Tuttavia essa venne profanata dai turchi dopo il 1974 e da allora è stata utilizzata come moschea. La chiesa più piccola, dedicata ad Agios Georgios, dopo essere stata anch'essa profanata e utilizzata come deposito di fertilizzanti per l'agricoltura, è anch'essa in cattivo stato. Il villaggio inoltre possiede due cappelle, dedicate rispettivamente ad Agios Prodromos e alla Panagia Trypimeni, entrambe dissacrate e abbandonate.

## Società

### Tradizioni e folclore
Sino all'espulsione dei greci dal villaggio, ogni lunedì di Pasqua tutte le persone sposate si riunivano nel cortile della chiesa e gli uomini, senza togliersi il cappotto, dovevano strisciare attraverso un buco presente in una grande pietra lì posta. Qualora l'uomo non fosse riuscito a passare, ciò avrebbe costituito una prova dell'infedeltà della moglie, in quanto la causa sarebbero state le corna che lo avrebbero bloccato. Nel 1935 questo capitò a un uomo il quale, al suo ritorno a casa, picchiò sua moglie e avviò le procedure di divorzio fra l'approvazione generale, portando come prova il fatto di non essere stato in grado di passare attraverso la pietra.